# John R. Tyson
John Russell Tyson, född 28 november 1856 i Lowndes County i Alabama, död 27 mars 1923 i Rochester i Minnesota, var en amerikansk jurist och politiker (demokrat). Tyson studerade vid Howard College och Washington and Lee University. Han var chefsdomare i Alabamas högsta domstol 1906–1909 och ledamot av USA:s representanthus från 1921 fram till sin död.
År 1921 efterträdde Tyson S. Hubert Dent som kongressledamot. Han avled 1923 i ämbetet och gravsattes på Oakwood Cemetery i Montgomery i Alabama.